# Isengard (Münzenberg)
Isengard von Münzenberg (* um 1205; † um 1261 oder nach 1270) war eine Adlige des Hauses Hagen-Münzenberg.

## Familie
Isengard von Münzenberg war die Tochter von Ulrich I. von Münzenberg, Herr von Münzenberg und dessen Frau Adelheid von Ziegenhain.
Sie heiratete vor 1237 Philipp I. von Falkenstein. Aus dieser Ehe gingen folgende Kinder hervor:
- Guda von Falkenstein (* unbekannt, jedoch offenbar vor 1237 und vor der Geburt von Werner I. von Falkenstein[5]; † 4. Februar 1290)[6]
- Adelheid von Falkenstein (* unbekannt, jedoch offenbar vor 1237 und vor der Geburt von  Werner I. von Falkenstein[5]; † nach 1237)[6]
- Werner I. von Falkenstein, Herr zu Münzenberg & Falkenstein (* unbekannt, vermutlich nach 1237[5]; † zwischen dem 25. Mai 1298 und dem 22. September 1300)[7]
- Philipp II. von Falkenstein, Herr zu Münzenberg (* unbekannt; † zwischen dem 29. Juni 1293 und dem 13. Dezember 1293)[7]
- Luckard von Falkenstein (* unbekannt; † nach dem 1. Februar 1302)[6]

## Leben
Die Ehe ihres Bruders Ulrich II. von Münzenberg mit Hedwig von Weinsberg blieb kinderlos. Im Rahmen der Münzenberger Erbschaft erbten daher nach dessen Tod im Jahr 1255 seine sechs Schwestern, darunter auch Isengard und ihr Ehemann Philipp I. von Falkenstein, ein Sechstel des Nachlasses, darunter Gebiete in der Wetterau und im Taunus, unter anderem Königstein. Lukarde von Münzenberg, die siebte Schwester, wurde mit dem Kloster Patershausen abgefunden, das für sie als Zisterzienserin neu errichtet und in dem sie Äbtissin wurde. Durch Zukäufe und Tausche brachte Isengards Ehemann Philipp I. von Falkenstein und ihr Sohn Werner I. von Falkenstein bis 1286 sogar insgesamt 5/6 der Münzenberger Erbschaft an das Haus Falkenstein.